# Good Times (canção de Chic)
"Good Times" (em português:  Bons Tempos) é uma canção de disco soul da banda de R&B americana Chic, do seu terceiro álbum Risqué (1979). Ela ocupa a 68ª posição na lista das 500 Melhores Canções de Todos os Tempos da Rolling Stone, e tornou-se uma das melodias mais sampleadas na história da música, especialmente no música hip hop. Originalmente lançada com "A Warm Summer Night" como lado B, foi relançada em 2004 com "I Want Your Love" como lado B, uma versão que recebeu a certificação de Prata no Reino Unido.

## Faixas

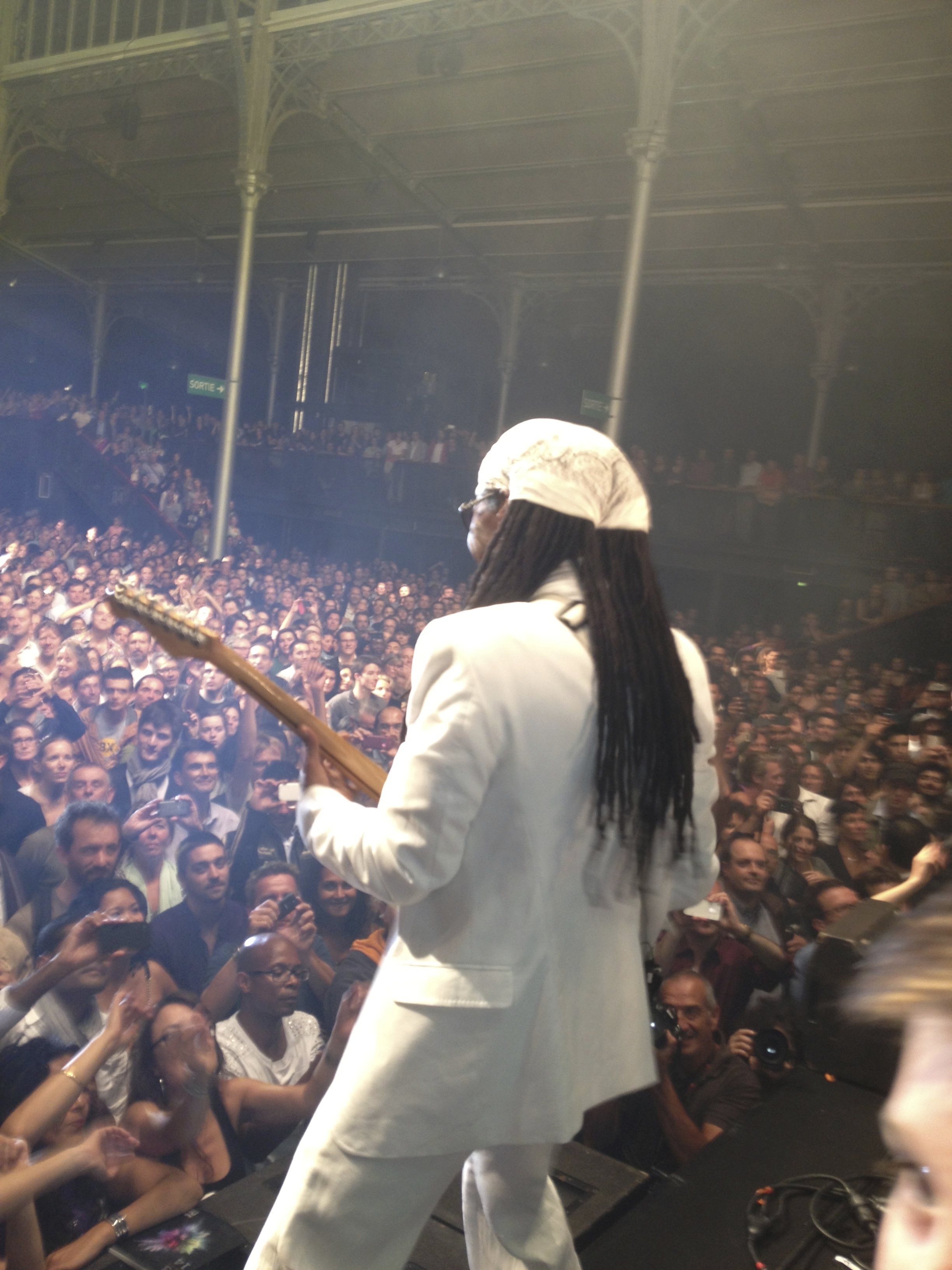
Nile Rodgers no palco interpretando "Good Times", 10 de setembro de 2013 em Paris.

Atlantic 7" 3584, 4 de junho de 1979
- A. "Good Times" (7" Edit) - 3:24
- B. "A Warm Summernight" - 6:08

Atlantic 12" DK 4801, 1979
- A. "Good Times" - 8:13
- B. "A Warm Summernight" - 6:08

Atlantic promo 12" DSKO 192, 1979
- A. "Good Times" - 8:13
- B. "Good Times" (7" Edit) - 3:24